# Браун, Коби
Коби Левос Браун (англ. Kobe Levose Brown; Пустой шаблон {{ВД-Преамбула}} ) — американский профессиональный баскетболист клуба НБА «Лос-Анджелес Клипперс». В колледже играл за команду «Миссури Тайгерс».

## Ранние годы и карьера в школе
Браун вырос в Хантсвилле, штат Алабама, и учился в старшей школе Ли. В среднем он набирал 20,9 очков, делал 7,9 подборов и 6,8 передач и был включен в первую сборную штата в качестве юниора. Браун неоднократно попадал в первую сборную штата и был назван игроком года региона Хантсвилл, набирая в среднем 24,1 очков, 12 подборов и 8 передач за игру в выпускном классе.
Браун был оценен как кандидат на четыре звезды и изначально был намерен играть в студенческий баскетбол за Техасский университет во время своего третьего года обучения в старшей школе. В конечном итоге Браун подписал контракт с «Миссури Тайгерс», отклонив предложения от «Миннесоты», «Пенсильвании» и «Вандербильта».

## Карьера в колледже
Браун сыграл во всех 30 играх своего первого сезона за «Миссури Тайгерс», выйдя в стартовом составе в 26 играх и набирая в среднем за игру 5,8 очков и 3,7 подборов. В среднем он набирал восемь очков и делал 6,2 подбора за игру, будучи второкурсником. Браун был включён во вторую сборную конференции SEC после того, как возглавил Миссури с 12,5 очками и 7,6 подборами за игру. Он был выбран в первую сборную конференции и был признан спортсменом года конференции, будучи выпускником.

## Профессиональная карьера

### «Лос-Анджелес Клипперс»/«Онтэрио/Сан-Диего Клипперс» (2023—настоящее время)
Браун был выбран командой «Лос-Анджелес Клипперс» в первом раунде драфта НБА 2023 года под общим 30-м номером. В Летней лиге НБА 2023 года два игрока претендовали на звание второго игрока, сыгравшего в НБА по имени Коби (второй — Коби Бафкин). Оба были названы в честь Коби Брайанта, хотя семья Бафкина оспаривает это. Браун дебютировал в первой игре сезона 25 октября против «Портленда», не набрав ни одного очка за 5 минут и 18 секунд игры. На протяжении своего сезона новичка и второго года он несколько раз отправлялся в фарм-клуб в «Онтэрио/Сан-Диего Клипперс».

## Статистика

### Статистика в НБА
| Сезон   | Команда  | Регулярный сезон | Регулярный сезон | Регулярный сезон | Регулярный сезон | Регулярный сезон | Регулярный сезон | Регулярный сезон | Регулярный сезон | Регулярный сезон | Регулярный сезон | Регулярный сезон | Серия плей-офф | Серия плей-офф | Серия плей-офф | Серия плей-офф | Серия плей-офф | Серия плей-офф | Серия плей-офф | Серия плей-офф | Серия плей-офф | Серия плей-офф | Серия плей-офф |
| Сезон   | Команда  | GP               | GS               | MPG              | FG%              | 3P%              | FT%              | RPG              | APG              | SPG              | BPG              | PPG              | GP             | GS             | MPG            | FG%            | 3P%            | FT%            | RPG            | APG            | SPG            | BPG            | PPG            |
| ------- | -------- | ---------------- | ---------------- | ---------------- | ---------------- | ---------------- | ---------------- | ---------------- | ---------------- | ---------------- | ---------------- | ---------------- | -------------- | -------------- | -------------- | -------------- | -------------- | -------------- | -------------- | -------------- | -------------- | -------------- | -------------- |
| 2023/24 | Клипперс | 44               | 0                | 9,0              | 41,1             | 29,2             | 50,0             | 1,4              | 0,6              | 0,3              | 0,1              | 2,0              | 3              | 0              | 3,2            | -              | -              | -              | 0,7            | 0,0            | 0,0            | 0,0            | 0,0            |
| 2024/25 | Клипперс | 40               | 0                | 6,8              | 45,8             | 23,1             | 71,4             | 1,6              | 0,6              | 0,2              | 0,1              | 1,9              | Не участвовал  | Не участвовал  | Не участвовал  | Не участвовал  | Не участвовал  | Не участвовал  | Не участвовал  | Не участвовал  | Не участвовал  | Не участвовал  | Не участвовал  |
|         | Всего    | 84               | 0                | 7,9              | 43,2             | 27,0             | 66,7             | 1,5              | 0,6              | 0,2              | 0,1              | 2,0              | 6              | 0              | 4,0            | 87,5           | 100,0          | 100,0          | 0,5            | 0,7            | 0,0            | 0,0            | 2,7            |

### Статистика в NCAA
| Сезон   | Команда | Conf  | Class | GP  | GS  | MPG  | FG%  | 3P%  | FT%  | RPG  | APG | SPG | BPG | PPG  |
| ------- | ------- | ----- | ----- | --- | --- | ---- | ---- | ---- | ---- | ---- | --- | --- | --- | ---- |
| 2019/20 | Миссури | SEC   | FR    | 30  | 26  | 18,1 | 40,1 | 25,3 | 74,4 | 8,2  | 1,2 | 2,1 | 0,8 | 12,8 |
| 2020/21 | Миссури | SEC   | SO    | 26  | 26  | 21,3 | 47,1 | 25,0 | 54,4 | 11,7 | 1,6 | 1,1 | 0,7 | 15,1 |
| 2021/22 | Миссури | SEC   | JR    | 33  | 32  | 29,9 | 48,1 | 20,6 | 79,5 | 10,2 | 3,3 | 1,6 | 1,1 | 16,7 |
| 2022/23 | Миссури | SEC   | SR    | 34  | 34  | 29,5 | 55,3 | 45,5 | 79,2 | 8,6  | 3,4 | 2,0 | 0,6 | 21,4 |
| Всего   | Всего   | Всего | Всего | 123 | 118 | 25,1 | 49,2 | 31,3 | 74,7 | 9,6  | 2,7 | 1,7 | 0,8 | 17,3 |

## Личная жизнь
Отец Брауна, Грег, был его тренером в старшей школе Ли и играл за университет штата Афины. Его младший брат, Калеб, играл в баскетбол за «Миссури», и был его товарищем по команде в течение последних двух сезонов в школе.